# جويل بولومبوي
جويل بولومبوي (بالأوكرانية: Джоель Боломбой) مواليد 28 يناير 1994 في دونيتسك، هو لاعب كرة سلة أوكراني. بدأ مسيرته الاحترافية في سنة 2016. تم اختياره من قبل فريق يوتا جاز خلال الدرافت. يلعب مع يوتا جاز في الرابطة الوطنية لكرة السلة كلاعب وسط. يحمل الرقم 21. يبلغ طوله 6 قدم 9 بوصة (2.1 م).

## إحصائيات المسيرة

### الموسم الاعتيادي
| السنة   | الفريق   | لعب | بدأ | دقيقة | ميداني% | ثلاثية | حرة  | ارتداد | صنع | استلاب | تصدي | نقطة |
| ------- | -------- | --- | --- | ----- | ------- | ------ | ---- | ------ | --- | ------ | ---- | ---- |
| 2016–17 | يوتا جاز | 12  | 0   | 4.4   | .563    | .250   | .500 | 1.4    | .2  | .1     | .2   | 2.3  |
| المسيرة | المسيرة  | 12  | 0   | 4.4   | .563    | .250   | .500 | 1.4    | .2  | .1     | .2   | 2.3  |

### الأدوار الإقصائية
| السنة             | الفريق   | لعب | بدأ | دقيقة | ميداني% | ثلاثية | حرة  | ارتداد | صنع | استلاب | تصدي | نقطة |
| ----------------- | -------- | --- | --- | ----- | ------- | ------ | ---- | ------ | --- | ------ | ---- | ---- |
| 2017 [الإنجليزية] | يوتا جاز | 2   | 0   | 4.5   | .667    | .000   | .000 | 1.0    | .0  | .0     | .5   | 2.0  |
| المسيرة           | المسيرة  | 2   | 0   | 4.5   | .667    | .000   | .000 | 1.0    | .0  | .0     | .5   | 2.0  |

## روابط خارجية
- جويل بولومبوي على موقع الدوري الأوروبي لكرة السلة (الإنجليزية)
- جويل بولومبوي على موقع إن بي أي (الإنجليزية)
- جويل بولومبوي على موقع سبورتس رفرنس (الإنجليزية)
- جويل بولومبوي على موقع كرة السلة الأوروبية.كوم (الإنجليزية)
- جويل بولومبوي على موقع DraftExpress.com (الإنجليزية)
- جويل بولومبوي على موقع إي إس بي إن.كوم (الإنجليزية)
- جويل بولومبوي على موقع كلية كرة السلة في سبورتس رفرنس.كوم (الإنجليزية)
- جويل بولومبوي على موقع ريلجم (الإنجليزية)
- جويل بولومبوي على موقع بروبوليرز (الإنجليزية)
- جويل بولومبوي على موقع سبورتس رفرنس (الإنجليزية)